# 错位 (1986年电影)
《错位》（英語：Dislocation）是一部1986年上映的華語科幻喜劇片，由黃建新執導，劉子楓、牟紅、楊昆、孫飛虎等演員主演。

## 故事大綱
本片主角趙書信，是一位曾涉嫌“黑炮事件”的工程師，被升為某局局長之後，整日應酬“文山會海”，很是苦闷。一日，他做了一個可怕的夢：他被無數麥克風、文件所包圍，被濃密的白煙吞噬著。三個將他送進手術室，醫生持刀向他喉嚨刺來……。他驚醒了，出了一頭冷汗。他看著書架上的小機器人玩具，一個念頭閃現在腦海中，他在實驗室內按圖紙組裝成一台與自己一模一樣的智能機器人。望著與自己的舉動惟妙惟肖的機器人，他高興極了，想著可以讓機器人代替他去參加各種各樣沒有意義的會議。令趙書信沒有想到的是，這個代替自己參加會議的機器人，竟逐漸有了自己的想法……

## 工作人员
导演：黄建新
编剧：张闽、黄欣
摄影：王新生
制作：西安电影制片厂
发行：南海影业公司

## 角色
| 演 員  | 角 色  |
| 劉子楓 | 趙書信 |
| 牟紅   | 女秘書 |
| 楊昆   | 楊麗娟 |
| 孫飛虎 | 安處長 |

## 獎項
| 頒獎典禮             | 獎項     | 結果 |
| -------------------- | -------- | ---- |
| 第七屆中國電影金雞獎 | 最佳照明 | 提名 |